# Solange Christauflour
Solange Christauflour, née le 1er mai 1899 à Issoudun et morte  le 28 novembre 1952 en son domicile dans le 5e arrondissement de Paris, est une peintre française.

## Biographie
Fille d'une directrice d'école et d'un représentant de commerce, élève de Fernand Maillaud dont elle est la nièce et qu'il adopte, d'Émile Renard, Jean Benner et Henri-Achille Zo, membre de l'Union des femmes peintres et sculpteurs et sociétaire du Salon d'hiver, elle expose en 1929 au Salon des artistes français les toiles Le Poisson rouge, Le Chemin de Fontauchère (Creuse) et Paysage d'automne en Creuse et y obtient en 1931 une mention honorable. Solange Christauflour appartient au mouvement de l’École de Crozant. 
Elle remet en 1950 à la Société des artistes français la somme de 10 000 francs pour fonder deux prix de 5 000 francs en hommage à son oncle Fernand Maillaud.
Elle meurt en 1952 et elle est enterrée dans la même tombe que son oncle et père adoptif Fernand Maillaud au cimetière des Pénitents noirs de Guéret.

## Décoration
- Ordre du Nichan Iftikhar